# Tristram Cary
Tristram Ogilvie Cary (Oxford, Reino Unido, 14 de mayo de 1925-Adelaida, 24 de abril de 2008) fue un compositor británico, pionero de la música electrónica e inspirador de grupos de rock de los años 1960 como Pink Floyd, The Who y Roxy Music.

## Infancia y juventud
Cary era hijo del novelista irlandés Joyce Cary, colega y amigo de T.S. Eliot y James Joyce, por lo que vivió desde siempre en un ambiente culto y favorable a la expresión artística. Se formó como músico en el Dragon School y Christ Church de Oxford y en la Westminster School y el Trinity College of Music de Londres.
Durante la Segunda Guerra Mundial se incorporó a la Royal Navy como operarido de radar, puesto que ocupó hasta 1946. Durante su servicio e inmediatamente después, comenzó a experimentar con los sonidos electrónicos y las primitivas cintas magnéticas de la época.
Stephen Wittington, director de música de la Universidad de Adelaida, define el comienzo de la música electrónica así:

«Tras la guerra, los estadounidenses, británicos y alemanes tenían un montón de aparatos electrónicos que llegaron al mercado y eran increíblemente baratos (...) Fue entonces que empezó a juguetear con esas cosas».

Después de la guerra completó sus estudios de composición, piano, trompa y viola. Se dedicó a la enseñanza y construyó el primer ensayo de música electrónica en una tienda de gramófonos. Desde el año 1954 produjo una gran variedad de conciertos y partituras de obras para teatro, radio, cine y televisión.

## Artista musical
Entre sus obras destacan una Sonata para guitarra (1959), Continuum, una de las primeras creaciones para cinta magnética (1969), una cantata Peccata Mundi (1972), Contours and Densities at First Hill para orquesta (1972), un noneto (1979), la composición para Cuarteto de Cuerda N º 2 (1985) y Dancing Girls para orquesta (1991).
Cary es también particularmente conocido por sus bandas sonoras para el cine y la televisión. Ha escrito música para la serie de ciencia ficción Doctor Who, así como para la comedia El quinteto de la muerte (1955). Más tarde colaboró en las películas Quatermass and the Pit (1967) y Blood from the Mummy's Tomb (1971), ambas de la Hammer.
Cary fue uno de los primeros compositores británicos para trabajar en música concreta. En 1967 creó el primer estudio de música electrónica de la Royal College of Music.
Presentó el diseño visual para el sintetizador SME VCS3, el primer sintetizador portátil, aunque no el primero que se adjunta a un teclado, diseñado por Bob Moog un año después, en 1970. Este sintetizador fue el utilizado por Pink Floyd en su álbum de 1973 Dark Side of the Moon.
Cary recibió en 1991 la Orden de Australia y en 2005 el premio del Círculo de críticos de Adelaida por toda una vida dedicada a la música en Inglaterra y Australia y por ser el precursor de toda la música electrónica actual.

## Obra

### Orquesta y coros
- Peccata Mundi (1972/76),
- Contours & Densities at First Hill (1976)
- The Dancing Girls (1991)
- Sevens (1991)
- Inside Stories (1993)
- The Ladykillers Suite para Orquesta (1955/96)

### Cámara y solo
- Sonata for Guitar Alone (1959)
- Three Threes and One Make Ten  (1961)
- Narcissus (1968)
- Romantic Interiors (1973)
- Family Conference(1981)
- Seeds Mixed Quintet (1982)
- String Quartet No.2 (1985)
- Rivers (1986)
- Black, White & Rose Marimba and tape (1991)
- Strange Places Piano solo (1992)
- Messages Cello solo (1993)
- Through Glass Piano and electronics (1998)

### Vocal
- Divertimento (1973) - para máquinas Olivetti machines, 16 cantantes y un batería de jazz (1973)
- Two Nativity Songs from the Piae Cantiones (arr.) (1979)
- I Am Here Soprano and Tape (1980)
- Earth Hold Songs Soprano and Piano (1993)
- Songs for Maid Marian Soprano, Piano (1959/98)

### Electroacústica

#### Para cinta
- Suite - the Japanese Fishermen (1955)
- 4 5 - A Study in Limited Resources (1967)
- Birth is Life is Power is Death is God is....(1967)
- Continuum (1969)
- Suite - Leviathan '99 (1972)
- Steam Music (1978)

#### Para ordenador
- Nonet (1979)
- Soft Walls (1980)
- Trellises (1984)
- The Impossible Piano (1994)

### Películas
- The Ladykillers, Ealing Studios (1955)
- Time Without Pity, Harlequin (1956)
- The Little Island Animated, Richard Williams (1958) (best experimental film, Venice 1958; best experimental film, British Film Academy 1959)
- Sammy Going South, Michael Balcon (1963) (Royal Command Film Performance 1963)
- EXPO 67 Montréal - Todas las melodías para la sección industrial del pabellón británico (1967)
- A la Mesure de l'Homme, Canadian Government (1967)
- Quatermass and The Pit, Hammer Films (1967)
- A Christmas Carol, ABC Films (1972)
- The Fourth Wish, SA Film Corporation (1976)
- Katya and the Nutcracker (John Cary Films / Minotaur International)

### Radio
- The Children of Lir (Craig) (1959)
- La Machine Infernale (Cocteau) (1960)
- The End of Fear (Saurat) (1960)
- King Lear (Shakespeare) (1960)
- The Flight of the Wild Geese (Dillon) (1961)
- The Ballad of Peckham Rye (Spark) (1962)
- The Ha-Ha (Dawson) (1963)
- The Rhyme of the Flying Bomb (Peake) (1964)

### Televisión
- Jane Eyre (Brontë) (1963)
- The Daleks (7-part Dr Who serial) (1963)
- Madame Bovary (Flaubert) (1964)
- Marco Polo (Dr Who) (1964)
- Mill on the Floss (Eliot) (1964)
- The Rescue (Dr Who) (1965)
- The Head Waiter (Mortimer) (1966)
- The Daleks' Master Plan (Dr Who) (1966)
- The Ark (4-part Dr Who serial) (1966)
- The Gunfighters (Dr Who) (1966)
- The Power of the Daleks (Dr Who) (1966)
- The Paradise Makers (Winch) (1967)
- The Million Pound Banknote (Twain) (1968)
- Sinister Street (Mackenzie) (1969)
- The Mutants (Dr Who serial) (1972)

### Teatro y miscelánea
- Macbeth Old Vic Theatre (1960)
- Henry IV, Pt.I Old Vic Theatre (1961)
- La Contessa (Druon, dir: Helpmann) (1965)
- Die Ballade von Peckham Rye Festival de Salzburgo, (1965)
- Escalator Music and Centre Music EXPO 67, Montreal
- Hamlet Theatre Roundabout, (1968)
- Music for Light Olympia London (1968)
- "H" (Wood) National Theatre (1969)
- Echoes till Sunset, Adelaide Festival (1984)

### Libros
- Dictionary of Musical Technology (1992) (también conocido como el Illustrated Compendium of Musical Technology)